# Mauricio-José Schwarz
Mauricio-José Schwarz mexikói sci-fi-szerző, újságíró, fényképész.

## Élete
1999 óta Spanyolországban él.

## Munkássága
Több száz novellája jelent meg hazájában és a spanyol nyelvterületen. Főleg sci-fi, horror, fantasy témákban ír. Irodalmi és kulturális folyóiratokat alapított és alapító tagja a Mexikói SF és Fantasy Társaságnak is.